# 埃迪維爾 (愛荷華州)
埃迪維爾（英語：Eddyville）是一個位於美國愛荷華州瓦佩洛縣、馬哈斯卡縣和門羅縣的城市。

## 地理
埃迪維爾的座標為41°09′30″N 92°38′06″W / 41.15833°N 92.63500°W，而該地的平均海拔高度為207米（即679英尺）。

## 人口
根據2010年美國人口普查的數據，埃迪維爾的面積為3.06平方千米，當中陸地面積為3.06平方千米，而水域面積為0.00平方千米。當地共有人口1024人，而人口密度為每平方千米334人。